# 福原充則
福原 充則（ふくはら みつのり、1975年6月8日 - ）は、神奈川県出身の脚本家、演出家、俳優。所属事務所はノックス。

## 人物・略歴
東京工芸大学芸術学部映像学科卒業。2002年、ピチチ5（クインテット）旗揚げ、主宰、脚本・演出を務める。
また「産卵シーズン」、「ニッポンの河川」なるユニットを立ち上げ、3劇団をかけもちする節操のない活動を開始。
生活感あふれる日常的な光景が、飛躍を重ねて宇宙規模のラストまで結実するような物語作りに定評があり、雑誌STUDIO VOICE、06年6月号の演劇特集にて「00年代を牽引する重要作家五人」のうちの1人に選ばれる。2006年度若手演出家コンクール観客賞受賞。
脚本ではエイベックスプロデュースによるAAA、misono出演のミュージカルや、南野陽子主演によるダンダンブエノを担当。
演出では徳井義実（チュートリアル）の初戯曲「呪い」、コントユニット親族代表公演にてケラリーノ・サンドロヴィッチや小林賢太郎（ラーメンズ）の脚本、また水野美紀、設楽統（バナナマン）、玉置孝匡出演によるプロペラ犬公演を手掛ける。
2009年2月には宮崎あおい主演による「その夜明け、嘘。」（第54回岸田國士戯曲賞最終候補作品）の脚本、演出を担当し、20数役をわずか3人で演じわける独創的なスタイルで注目を浴びる。
代表作に大槻ケンヂ作詞の楽曲を元に作・演出をした「サボテンとバントライン」（主演：要潤）。
CBC「占い師 天尽（主演：片桐仁）」、NHK「福家警部補の挨拶（主演：永作博美）」、MBS/TBS「三代目明智小五郎（主演：田辺誠一）」でテレビドラマ脚本を、J-WAVE「シアター MAZMOTO」でラジオドラマ脚本、「琉神マブヤー THE MOVIE 七つのマブイ(主演：山田親太朗、ISSA)で映画脚本を執筆。
2011年、俳優の富岡晃一郎と新ユニット「ベッド&メイキングス」を旗揚げ。
2013年、「はぐれさらばが‟じゃあね”といった」で第13回バッカーズ演劇奨励賞を受賞。
2015年、「つんざき行路、されるがまま」で第59回岸田國士戯曲賞最終候補。「愛を語れば変態ですか」で映画初監督。テレビ東京のコント番組『SICKS〜みんながみんな、何かの病気〜』のシリーズ構成を担当。
2018年、「あたらしいエクスプロージョン」で第62回岸田國士戯曲賞を受賞。
2019年、日本テレビ『あなたの番です』で第102回ザテレビジョンドラマアカデミー賞脚本賞を受賞。

## 作品歴

### 舞台
- ピチチ５「大クラシック」（2003年10月）
- マンションマンション「三年パンク」(2004年4月)
- ピチチ５「反撃バップ!!」（2004年9月）
- ピチチ５「はてしないものがたり」(2005年10月)
- マンションマンション「キング・オブ・心中」（作・演出、2006年）
- 親族代表「小（りっしんべん）」（作・演出、2006年）
- ピチチ5「おさびしもの」（作・演出、2006年）
- お台場SHOW-GEKI城参加作品 ピチチ5「魚じゃないとやってられないよ」（作・演出、2006年）
- ニッポンの河川「トビウオ人間vs形のない何か」（作・演出、2006年）
- ゴキブリコンビナート「ゴキブリ名作劇場」（出演、2007年）
- 若手演出家コンクール参加作品 ピチチ5「反撃バップ!!（改造）」（作・演出、2007年）
- 故林広志prd.「憂の喜劇〜パニッシュ夫人〜」（演出、2007年）
- エイベックスプロデュース「美味學院 番外編〜デリシャス5史上最大の敵〜」（脚本、2007年）
- ゴキブリコンビナート「本当にあったイカ臭い話」（出演、2007年）
- ゴキブリコンビナート「my life as a punishment-game」（出演、2007年）
- LIVE双六「ヨン！」（脚本、2007年）
- ピチチ5「吐くな！飲み込め！甦れ！」（作・演出、2007年）
- おども「肉体の神秘」（脚本、2007年）
- ジェットラグプロデュース「呪い（脚本・チュートリアル 徳井義実）」（演出、2007年）
- マンションマンション「人間フィルハーモニー」（作・演出、2007年）
- 親族代表「発電所」（作・演出、2008年）
- STAR Chart Project「TDLUSJ」（演出、2008年）
- ダンダンブエノ「ハイ！ミラクルズ」（出演：南野陽子、光石研、前田健、峯村リエ、酒井敏也、山西惇、近藤芳正）（脚本、2008年）
- ピチチ5「全身ちぎれ節」（作・演出、2008年）
- プロペラ犬「ジャージマン」（出演：水野美紀、玉置孝匡、設楽統（バナナマン））（演出、2008年）
- ニッポンの河川「テキサス・チェーンソー・マサカリ」（作・演出、2008年）
- TBS主催「その夜明け、嘘。」（出演：宮崎あおい、吉本菜穂子、六角精児）（作・演出、2009年）（第54回岸田國士戯曲賞最終候補作品）
- 故林広志コントRemix「二死満塁の人々」（演出、2009年）
- バジリコFバジオ「ヨシザキ、カク語リキ」（原作提供、2009年）
- 高木珠里ひとり芝居「一人オリンピック」（共同脚本・共同演出、2009年）
- ピチチ5 プロデュース『サボテンとバントライン（大槻ケンヂ作詞「サボテンとバントライン」より）』（脚本・演出、2009年）
- 親族代表「渋々」（脚本・演出、2009年）
- ENBUフェスタ「墓場、女子高生」（脚本・演出、2010年）
- ゴキブリコンビナート「何も言えなくて…唖」（出演、2010年）
- 猫のホテル「イメチェン〜服従するは我にあり〜」（脚色・演出、2010年）
- ニッポンの河川「大地をつかむ両足と物語」（脚本・演出、2011年）
- ENBUフェスタ「墓場、女子高生（再演）」（脚本・演出、2011年）
- TBS／TBSラジオ主催「美男ですね」（脚本・演出、2011年）
- 豆之坂書店（主演：谷原章介）（作・演出、2011年）
- ベッド＆メイキングス「墓場、女子高生」（脚本・演出、2012年）
- 劇団500歳の会「いつか見た男達〜ジェネシス〜」（演出、2012年）
- 月影番外地「くじけまみれ」（脚本、2012年）
- ベッド＆メイキングス「未遂の犯罪王」（脚本・演出、2012年）
- 久ヶ沢牛乳「A HALF CENTURY BOY」（演出、2012年）
- ブルドッキングヘッドロック「少し静かに」（出演、2013年）
- ピチチ5「はぐれさらばが"じゃあね"といった」（脚本・演出、2013年）
- 親族代表「第三次性徴期」（脚本提供、2013年）
- 「ぶっせん」（脚本・演出、2013年）
- ニッポンの河川「大きなものを破壊命令」（脚本・演出、2014年）
- ベッド＆メイキングス「南の島に雪が降る」（脚本・演出、2014年）
- ベッド＆メイキングス「サナギネ」（上演台本・演出、2014年）
- 月影番外地「つんざき行路、されるがままに」（脚本、2014年）
- 親族代表「親族旅行記」（脚本・演出、2015年）
- パルコプロデュース「いやおうなしに」（脚本、2015年）
- ベッド＆メイキングス「墓場、女子高生（再演）」（脚本・演出、2015年）
- 東京No.1親子「あぶくしゃくりのブリガンテ」（脚本・演出、2016年）
- 月影番外地「どどめ雪」（脚本、2016年）
- ベッド＆メイキングス「あたらしいエクスプロージョン」（脚本・演出、2017年）
- 俺節 （主演：安田章大）（脚本・演出、2017年5月 - 6月、赤坂ACTシアター、オリックス劇場）
- ニッポンの河川「大地をつかむ両足と物語（再々演）」（脚本、2017年）
- 秘密の花園（演出、2018年／作・唐十郎）
- ベッド＆メイキングス 「こそぎ落としの明け暮れ」（脚本・演出、2019年）
- 忘れてもらえないの歌 （主演：安田章大） （脚本・演出、2019年10月 - 11月、赤坂ACTシアター、オリックス劇場）
- 七転抜刀！戸塚宿（主演・明石家さんま）（脚本、2020年１月-２月）
- 東京No1.親子『夜鷹と夜警』（主演・佐藤Ｂ作）（脚本・演出、2020年9月）
- ミュージカル「衛生〜リズム＆バキューム〜」（脚本・演出、2021年７月-８月）
- あいまい劇場 其の壱 『あくと』（脚本、2021年11月-12月）
- スリーピルバーグス「旅と渓谷」（脚本・演出　2022年5月）
- 閃光ばなし（主演：安田章大）（脚本・演出、2022年9月 - 10月）[4][5][6]
- 月影番外地「暮らしなずむばかりで」（脚本　2023年1月）
- 『音楽劇　浅草キッド』 （主演：林遣都）（脚本・演出　2023年10月-11月）
- 『ジャズ大名』（主演・千葉雄大）（演出／上演台本 福原充則・山西竜矢　2023年12月-2024年1月）
- スリーピルバーグス（主演・八嶋智人／平井まさあき）（脚本・演出　2024年-9月）
- 『138億年未満』（主演：作間龍斗／桜井日奈子）（脚本・演出　2024年11月-12月）
- らんぶる『晩節荒らし』（脚本・演出　2025年7月）

### 映画
- 琉神マブヤーTHE MOVIE　七つのマブイ(主演：山田親太朗、ISSA)（脚本、2011年）
- 愛を語れば変態ですか（脚本・監督、2015年）[1]
- 血まみれスケバンチェーンソー（脚本、2016年）
- 血まみれスケバンチェーンソーRED（脚本、2019年）
- あなたの番です 劇場版（脚本、2021年）

### テレビ
- CBC「占い師 天尽（主演：片桐仁）」（脚本、2007年）
- NHK「福家警部補の挨拶（主演：永作博美）」（脚本、2009年）
- MBS/TBS「三代目明智小五郎〜今日も明智が殺される〜』（主演：田辺誠一）」（脚本、2010年）
- 日本テレビ「ティーンコート（主演：剛力彩芽）」（脚本、2012年）
- テレビ東京「好好!キョンシーガール〜東京電視台戦記〜（主演：川島海荷）」（脚本、2012年）
- NHK「おふこうさん（主演：貫地谷しほり）」（脚本、2013年）
- テレビ東京「SICKS〜みんながみんな、何かの病気〜（主演：おぎやはぎ、オードリー）」（シリーズ構成・脚本、2015年）
- 日本テレビ　特別ドラマ「視覚探偵 日暮旅人（主演：松坂桃李）」（脚本、2015年）
- 名古屋テレビ「まかない荘（主演：清野菜名）」（脚本、2016年）
- 日本テレビ　連続ドラマ「視覚探偵 日暮旅人 （主演：松坂桃李）」（脚本、2017年）
- テレビ東京「下北沢ダイハード」（第五話脚本、2017年）
- 名古屋テレビ「まかない荘２（主演：三吉彩花）」（脚本、2017年）
- BSジャパン「極道めし（主演：福士誠治）」（脚本、2018年）
- 日本テレビ「ヒーローを作った男 石ノ森章太郎物語」（脚本、2018年）
- 日本テレビ「あなたの番です」（脚本、2019年）
- 日本テレビ「逃亡医F」（脚本、2022年）

### ラジオ
- J-WAVE「シアター・マツモト」（脚本、2007年）

### 雑誌
- STUDIO VOICE コラム「夢はないよ」（2007年3月号）